# Samsung Galaxy A7 (2016)
Samsung Galaxy A7 (2016) или Samsung Galaxy A7 2016 Edition — Android-смартфон производства компании Samsung Electronics. Он был представлен 2 декабря 2015 года вместе с Samsung Galaxy A3 (2016), Samsung Galaxy A5 (2016) и Samsung Galaxy A9 (2016).
Samsung Galaxy A7 (2016) работает под управлением Android 5.1.1 Lollipop прямо из коробки и может быть обновлен до Android 6.0.1 Marshmallow и Android 8.1.0 Oreo. Смартфон оснащен Exynos 7580 SoC состоящий из восьмиядерного 1.6 Ghz ARM Cortex-A53 процессора и Mali. T720-MP2 GPU и оснащен 3 ГБ оперативной памяти и 16 ГБ внутренней памяти с возможностью расширения до 128 ГБ через слот MicroSD, который также можно использовать для второй Nano-SIM. В Китае он был выпущен со Snapdragon 615. Устройство сохранило несъемный аккумулятор, как и его предшественник, емкостью 3300 мАч.

## Доступность
Samsung Galaxy A7 (2016) был выпущен в Китае 15 декабря 2015 года, затем в других странах в 1 квартале 2016 года. По состоянию на апрель 2016 года Samsung Galaxy A7 (2016) теперь доступен в Восточной Европе (только в России, Украине и Турции), Африке, Ближнем Востоке, Латинской Америке и Азии. Он недоступен в Северной Америка и остальной части Европы.
Хотя его предшественник Samsung Galaxy A7 (2015) имел более широкую доступность в Европе, эта модель никогда не продавалась в Европе, поскольку считалась слишком дорогой, а также почти прямым конкурентом Samsung Galaxy S6.

## Варианты
| Модель      | Процессор                  | SIM  | Регион                                                                     |
| ----------- | -------------------------- | ---- | -------------------------------------------------------------------------- |
| SM-A710F    | Samsung Exynos 7 Octa 7580 | Одна | Европа (несколько стран), Израиль и Южная Африка.                          |
| SM-A710F/DS | Samsung Exynos 7 Octa 7580 | Две  | Россия, Казахстан, Украина и страны Кавказа (Армения, Азербайджан, Грузия) |
| SM-A710FD   | Samsung Exynos 7 Octa 7580 | Две  | Ближний Восток, Африка, Азия                                               |
| SM-A710Y    | Samsung Exynos 7 Octa 7580 | Одна | Австралия и Новая Зеландия                                                 |
| SM-A710Y/DS | Samsung Exynos 7 Octa 7580 | Две  | Филиппины и Тайвань                                                        |
| SM-A710M    | Samsung Exynos 7 Octa 7580 | Одна | Латинская Америка                                                          |
| SM-A710M/DS | Samsung Exynos 7 Octa 7580 | Две  | Бразилия                                                                   |
| SM-A7100    | Qualcomm Snapdragon 615    | Одна | Китай и Гонконг                                                            |
| SM-A710S    | Samsung Exynos 7 Octa 7580 | Одна | Южная Корея (SK Telecom)                                                   |
| SM-A710K    | Samsung Exynos 7 Octa 7580 | Одна | Южная Корея (KT Corporation)                                               |